# Eugen Hornstein
Eugen Hornstein (* 25. Oktober 1881 in Speyer; † 25. März 1963) war ein deutscher Verwaltungsjurist, Bezirksoberamtmann und Ministerialbeamter.

## Leben
Nach dem Abitur am Gymnasium am Kaiserdom in Speyer studierte Eugen Hornstein in den Jahren von 1900 bis 1904 Rechtswissenschaften an der Julius-Maximilians-Universität Würzburg (Mitglied der katholischen Studentenverbindung Markomannia Würzburg (seit 1900) und Mitgründer der Thuringia Würzburg (1902) beide im CV) und der Eberhard Karls Universität Tübingen. 1908 folgte in München das Große juristische Staatsexamen (Note II 11/40). Am 30. Juli 1912 promovierte er in Würzburg zum Dr. jur. Nach seiner Zeit als Akzessist bei der Regierung der Oberpfalz wurde er am 1. Oktober 1912 Assessor beim Bezirksamt Frankenthal und 1916 in Aschaffenburg. Zum 16. März 1922 wurde er Regierungsrat bei der Bayerischen Versicherungskammer München. 1925 wechselte er zur Polizeidirektion München und kam am 1. Februar 1929 als Bezirksoberamtmann zum Bezirksamt Eichstätt. In diesem Amt blieb er bis zum 14. März 1933, als er auf Anordnung des NSDAP-Gauleiters Adolf Wagner beurlaubt wurde. Im Oktober wurde er zum Oberversicherungsamt Nürnberg „versetzt“, wo er im November 1937 zum Regierungsrat ernannt wurde. Nach dem Krieg kam er in das Bayerische Staatsministerium für Unterricht und Kultus, wo er bis zum Ministerialrat aufstieg.
Zum 1. November 1949 wurde er in den Ruhestand verabschiedet, war aber noch von Februar 1950 an für zwei Jahre beim Verwaltungsgerichtshof als Beamter auf Zeit eingesetzt.

## Schriften
- 1912 Die Kirchengemeinde nach pfälzischem Recht, Dissertation
- 1949 Die Behandlung der Schulversäumnisse nach dem Gesetz über Ahndung der  Schulversäumnisse vom 3. September 1949.
- 1949 Das Gesetz über Schulpflege an den Volksschulen vom 27. Juli 1948
- 1950 Das Züchtigungsrecht an den Volksschulen